# 942 (numero)
Novecentoquarantadue (942) è il numero naturale dopo il 941 e prima del 943.

## Proprietà matematiche
- È un numero pari.
- È un numero composto con 8 divisori: 1, 2, 3, 6, 157, 314, 471, 942. Poiché la somma dei suoi divisori (escluso il numero stesso) è 954 > 942, è un numero abbondante.
- È un numero sfenico.
- È un numero semiperfetto in quanto pari alla somma di alcuni (o tutti) i suoi divisori.
- È un numero nontotiente (per cui la equazione φ(x) = n non ha soluzione).
- È un numero odioso.
- È un numero palindromo e un numero ondulante nel sistema posizionale a base 11 (787), in quello a base 14 (4B4) e in quello a base 20 (272).
- È altresì un numero palindromo e un numero a cifra ripetuta nel sistema posizionale a base 12 (666).
- È un numero intero privo di quadrati.
- È un numero congruente.
- È parte delle terne pitagoriche (510, 792, 942), (942, 1256, 1570), (942, 24640, 24658), (942, 73944, 73950), (942, 221840, 221842).

## Astronomia
- 942 Romilda è un asteroide della fascia principale del sistema solare.
- NGC 942 è un galassia irregolare della costellazione della Balena.

## Astronautica
- Cosmos 942 è un satellite artificiale russo.